# Lamprosema affinis
Lamprosema affinis là một loài bướm đêm trong họ Crambidae.